# آستین و آلی
آستین و آلی (به انگلیسی: Austin & Ally) یک مجموعه تلویزیونی کمدی آمریکایی است که توسط کوین کوپلو و هیث سیفرت ساخته شده‌است و از تاریخ ۲ دسامبر ۲۰۱۱ تا ۱۰ ژانویه ۲۰۱۶ در کانال دیزنی پخش شد.
در این سریال راس لینچ، لورا مارانو، رانی رودریگز و کلم وردی ایفای نقش می‌کنند.

## بازیگران و شخصیت‌ها

### اصلی
- راس لینچ در نقش آستین مون، خواننده‌ای خارج از کشور، با اعتماد به نفس و با استعداد
- لورا مارانو در نقش آلی داوسن، یک دختر باهوش و خواننده و ترانه‌سرا با ترس از صحنه و دارای شخصیتی آرام و خجالتی
- رانی رودریگز در نقش تریش، بهترین دوست آلی و مدیر آستین. او طعنه زن، آب زیر کاه، تنبل و کم صبر است.
- کلم وردی در نقش دز، یک کارگردان مشتاق با شخصیتی عجیب و غریب و سبک مد غیر معمول

### دوره‌ای
- کول ساند در نقش نلسون، پسری جوان بی دست و پا که از آلی، درس موسیقی یادمی‌گیرد.
- اندی مایلدر در نقش لستر داوسون، پدر آلی که صاحب فروشگاه موسیقی سونیک بووم است.
- ریچارد وایت در نقش جیمی استار، مالک استار رکوردز
- اوبری میلر در نقش مگان سیمز، گزارشگر ۱۰ ساله و عکاس مجله چیتا بیت
- جان هنسون در نقش مایک مون، پدر آستین، که صاحب فروشگاه تشک فروشی «مون» است.
- جیل بنجامین در نقش میمی مون، مادر آستین
- کرسی کلمونس در نقش کیرا استار، دختر جیمی استار و دوست دختر سابق آستین
- جان پاول گرین در نقش چاک
- اشلی فینک در نقش میندی، مدیر ملودی دینر
- جو روولی در نقش رونی رامون، صاحب رامون رکوردز
- هانا کت جونز در نقش کری، پیشخدمت ساحل شریدر، خواهر پیپر و دوست دختر دز
- هایلی ارین در نقش پیپر، خواهر کری و دوست دختر سابق آستین.
- کامرون دین استوارت در نقش جیس، پسری که تریش وقتی در تور بود با او ملاقات کرد
- کامرون جبو در نقش گاوین یانک، دوست پسر سابق الی

## تولید
این سریال توسط کوین کوپلو و هیت سیفرت، نویسندگان و تهیه‌کنندگان سریال‌های کمدی نیکلودئون و کانال دیزنی، ساخته شده‌است. تولید قسمت آزمایشی از اواسط فوریه ۲۰۱۱ آغاز شد و در ۲۴ مه ۲۰۱۱، کانال دیزنی اعلام کرد که آستین و آلی به عنوان یک سریال انتخاب شده‌است.
آنها ابتدا ۱۳ قسمت سفارش دادند، اما بعداً این تعداد به ۲۱ قسمت افزایش یافت. با این حال، فقط ۱۹ قسمت آن، پخش شد.
این سریال به‌طور رسمی در تاریخ ۲ دسامبر ۲۰۱۱ آغاز شد و تولید آن برای فصل دوم در تابستان ۲۰۱۲ از سر گرفته و در ۷ اکتبر ۲۰۱۲ منتشر شد. دومین فصل توسط کانال دیزنی در ۲ آوریل ۲۰۱۳، فصل سوم در ۲۷ اکتبر ۲۰۱۳ و فصل چهارم در ۲۵ آوریل ۲۰۱۴ تمدید شد.
در ۶ فوریه ۲۰۱۵، لورا مارانو اعلام کرد که فصل چهارم، فصل آخر خواهد بود و قسمت آخر آن در ۱۰ ژانویه ۲۰۱۶ منتشر شد.

## پخش
این سریال در سراسر جهان از کانال دیزنی پخش می‌شود. این برنامه به عنوان پیش نمایش در کانادا در کنار پخش اصلی و در تاریخ ۲۰ ژانویه ۲۰۱۲ به نمایش درآمد. این نمایش در ۳ مارس ۲۰۱۲ و در استرالیا و نیوزلند در ۲۳ مارس ۲۰۱۲ در سنگاپور اجرا شد.

## جوایز و نامزدی‌ها
| سال  | جایزه                          | دسته‌بندی                                  | نتیجه    |
| ---- | ------------------------------ | ----------------------------------------- | -------- |
| ۲۰۱۳ | جوایز برگزیده کودکان آرژانتین  | بهترین نمایش تلویزیونی بین‌المللی          | نامزدشده |
| ۲۰۱۴ | جوایز برگزیده نوجوانان         | انتخاب تلویزیونی انتخاب: کمدی             | نامزدشده |
| ۲۰۱۴ | جوایز برگزیده کودکان مکزیک     | برنامه بین‌المللی                          | نامزدشده |
| ۲۰۱۵ | جوایز برگزیده کودکان نیکلودئون | نمایش تلویزیونی مورد علاقه                | برنده    |
| ۲۰۱۵ | جوایز برگزیده نوجوانان         | کمدی برگزیده تلویزیون                     | نامزدشده |
| ۲۰۱۵ | جوایز برگزیده بچه‌ها مکزیک 2013 | برنامه بین‌المللی                          | برنده    |
| ۲۰۱۵ | جوایز برگزیده کودکان کلمبیا    | برنامه بین‌المللی                          | برنده    |
| ۲۰۱۵ | جوایز برگزیده کودکان پرتغال    | نمایش تلویزیونی مورد علاقه                | برنده    |
| ۲۰۱۵ | جوایز برگزیده کودکان آرژانتین  | برنامه بین‌المللی                          | برنده    |
| ۲۰۱۶ | جوایز برگزیده کودکان           | نمایش تلویزیونی مورد علاقه - نمایش کودکان | نامزدشده |
| ۲۰۱۶ | جوایز برگزیده نوجوانان         | کمدی برگزیده تلویزیون                     | نامزدشده |